# Muscolo pterigoideo esterno
Il muscolo pterigoideo esterno (o muscolo pterigoideo laterale) è un muscolo a forma piramidale che si porta dal cranio alla mandibola, uno dei quattro muscoli masticatori e si distingue in un capo superiore ed un capo inferiore, da considerarsi come entità anatomo-funzionali distinte.
Durante la chiusura della bocca, retrusione, il capo superiore, coadiuvato dalla zona bilaminare posteriormente, trascina in avanti il disco interponendo fra condilo ed eminenza il cono posteriore del disco, fornendo così stabilità alla mandibola. Il fascio superiore origina dalla faccia extracranica della grande ala dello sfenoide nel suo terzo inferiore da dove si dirige indietro, in fuori ed in basso per inserirsi antero-medialmente alla capsula articolare: alcuni fasci si connettono ed inseriscono indirettamente sul disco, altri fasci prendono inserzione a livello della faccia antero-mediale del collo del condilo nella porzione superiore della fovea pterigoidea.
Il capo inferiore è il principale muscolo che fa compiere movimenti di lateralità quando agisce singolarmente, se i due capi inferiori agiscono insieme protrudono la mandibola. L'azione in sinergismo con lo pterigoideo esterno controlaterale fa compiere alla mandibola un movimento di traslazione in avanti e lateralmente, in direzione del pterigoideo esterno attivo. La sua azione tira il condilo in avanti, in basso e verso l'interno seguendo il piano inclinato dell'eminenza. Origina dalla faccia laterale della lamina laterale del processo pterigoideo dello sfenoide e si dirige indietro e lateralmente. L'inserzione del muscolo è a livello del collo del condilo (fovea pterigoidea).